# Bitwa o Sfakterię
Bitwa o Sfakterię (425 p.n.e.) – bitwa stoczona w trakcie II wojny peloponeskiej.

## Działania poprzedzające
Z inicjatywy strategów Demostenesa i Sofoklesa w maju 425 p.n.e. Ateńczycy postanowili rozpocząć działania zaczepne na terenie Peloponezu, by zapobiec corocznym najazdom lacedemońskim na Attykę. Flota ateńska z zaokrętowanymi na pokładach hoplitami i lekkozbrojnymi wyruszyła w kierunku Korkyry, płynąc wzdłuż brzegów Peloponezu. W okolicach półwyspu Pylos niekorzystne warunki pogodowe zmusiły Ateńczyków do przybicia do brzegu. Żołnierzy pod dowództwem Demostenesa wyokrętowano, a okręty odpłynęły. Na wodach zatoki Navarino pozostało jedynie 5 trier ateńskich. Żołnierze ateńscy na Pylos ufortyfikowali przyczółek, tworząc bazę do działań na Peloponezie. 
Powiadomiony o desancie król spartański Agis przerwał operacje w Attyce i zawrócił operującą pod Korkyrą flotę (43 triery). Ateńczycy osiągnęli tym samym zamierzone cele strategiczne, choć zarazem ateński przyczółek na Pylos został zablokowany: wejścia do zatoki strzegła lacedemońska flota, drogę lądową w głąb Peloponezu zagrodziła armia lacedemońska. Spartanie osadzili również załogę (420 hoplitów i ok. 500 helotów, pod dowództwem Epitadasa) na pobliskiej wyspie Sfakterii. Dwa okręty ateńskie zdołały jednak wymknąć się i pośpieszyć z wezwaniem o pomoc. Pozostałe 3 triery Ateńczycy wyciągnęli na brzeg i otoczyli palisadą – strzegło ich 60 hoplitów i lekkozbrojni. Przez dwa dni Spartanie bezskutecznie szturmowali pozycje ateńskie od strony lądu i od morza. Raniony został wówczas Brazydas, którego tarcza została potem użyta jako element pomnika zwycięstwa Ateńczyków. 

## Przebieg walk
Powrót floty ateńskiej (50 okrętów pod dowództwem Eurymedona i Sofoklesa) zmienił sytuację – po bitwie morskiej w zatoce Navarino (bitwa koło Sfakterii) Ateńczycy uzyskali panowanie na okolicznych wodach. Lacedemońska załoga na Sfakterii została odcięta. Ateńczycy zorganizowali blokadę wyspy łącznie trwającą 72 dni. Okazała się ona jednak nieszczelna – garnizon na Sfakterii zaopatrywano przez lacedemońskich ochotników-pływaków, którzy pod wodą holowali za sobą na linach worki z żywnością. Aby rozstrzygnąć patową sytuację, Demostenes zaplanował atak, który przeprowadził wraz z przybyłymi z Aten posiłkami demagog Kleon.

### Zdobycie Sfakterii
Żołnierze ateńscy (800 hoplitów, 1600 peltastów i łuczników) wylądowali przed świtem na Sfakterii, opanowali posterunek spartański na południowym krańcu wyspy i nacierali w głąb lądu. Spartanie pod dowództwem Epitadasa wyruszyli im naprzeciw z obozu położonego w centrum wyspy (rys. 1).
Nie udało im się jednak zaatakować hoplitów ateńskich, gdyż powstrzymali ich ateńscy łucznicy i peltaści zajmujący pozycje na wzgórzach, na flankach ich szyku i rażący ich z dystansu przy unikaniu bezpośredniego starcia (rys. 2). W wyniku ostrzału dowódca Spartan (Epitadas) zginął, jego zastępca Styfon został ranny i Spartanie wycofali się na północny kraniec wyspy, do ruin fortu na klifie.
Szturmy ateńskie na pozycje w forcie nie przynosiły rezultatów – Spartanie bronili się cały dzień. Dopiero gdy messeński oficer przeprowadził oddział ateńskich lekkozbrojnych przez urwisko klifu na szczyt wzgórza na tyłach pozycji spartańskich, otoczeni Spartanie poddali się za zgodą dowódców armii na kontynencie (rys. 3). Do ateńskiej niewoli dostało się 292 hoplitów, w tym 120 Spartiatów. Ateńskie straty wyniosły ok. 50 ludzi.

## Następstwa
- Ateńczycy umocnili pozycję przyczółka na Pylos, skąd organizowali wypady na terytorium Peloponezu.
- Jeńcy ze Sfakterii stali się obiektem przetargowym w pertraktacjach Ateńczyków z Lacedemończykami (grożono ich straceniem w razie dalszych najazdów spartańskich na Attykę).
- Zniweczone zostało przekonanie o niezwyciężoności spartańskiej falangi – cała Hellada była zdumiona faktem, że Spartanie poddali się, zamiast „wracać na tarczy”.